# Nikon F90
Nikon F90 (Nikon N90 на североамериканском рынке) — малоформатный однообъективный зеркальный фотоаппарат с автофокусом, выпускавшийся в Японии с 1992 до 2001 года, и заменивший аналогичный по классу Nikon F801. В 1994 году вышла доработанная версия Nikon F90X (N90s в США), с усовершенствованным автофокусом, повышенной частотой съёмки (4,3 против 3,6 кадров в секунду) и более дробными шкалами выдержки и диафрагмы с шагом в 1/3 ступени.
Кроме того, была улучшена пылевлагозащита корпуса. В 1999 году модель F90X заменена более современной Nikon F100.

## Особенности конструкции
Фотоаппарат обладал функциональностью профессионального и был популярен среди фотожурналистов в качестве запасной, а иногда и основной камеры вплоть до наступления эры цифровой фотографии. Модель создавалась в качестве более быстродействующей и дешёвой альтернативы Nikon F4, потерявшему позиции после выхода Canon EOS-1 в 1989 году. Усовершенствованный модуль автофокуса CAM246 обеспечивал значительно более высокие скорость и точность фокусировки по сравнению с F4. Однако, система автофокуса всё ещё была «отвёрточной», то есть с приводом, расположенным в корпусе фотоаппарата, уступая системе Canon EF, основанной на ультразвуковых пьезодвигателях USM, интегрированных в оправы сменных объективов. Несмотря на это, F90 и его модификации стали достойным ответом новой фотосистеме Canon EOS, удержавшим значительную часть приверженцев аппаратуры Nikon. Несмотря на пластмассовый корпус и невысокий межремонтный ресурс затвора, составлявший 40 000 циклов, камера обладала всей автоматизацией, доступной в фототехнике на тот момент. Среди фотожурналистов, она стала популярна по этой причине, а также благодаря поддержке всей оптики с байонетом Nikon F, выпущенной с 1977 года, когда была стандартизирована спецификация объективов AI.
Одновременно с началом выпуска модели F90 корпорация Nikon запустила сборку объективов серии «D», передающих значение дистанции фокусировки в микропроцессор камеры. Это позволило повысить точность измерения экспозиции в режиме матричного замера, получившего новое название 3D Matrix Metering, а также усовершенствовать автоматическое управление экспозицией системных фотовспышек Nikon Speedlight. Впервые Nikon реализовал возможность съёмки с некоторыми вспышками на выдержках до 1/4000 секунды за счёт «растянутого» импульса. Набор режимов экспозиционной автоматики кроме стандартных приоритета диафрагмы, приоритета выдержки и программного автомата был дополнен сюжетными программами, более характерными для любительских моделей. Камера стала первой, пригодной для самостоятельной настройки при помощи органайзера Sharp Wizard Electronic Organizer, соединявшегося кабелем MC-27. Такие же возможности предоставляла сменная задняя крышка MF-26, позволявшая произвольно изменять настройки фотоаппарата без компьютера. Позднее появилась возможность соединения фотоаппарата с компьютером для ведения электронного архива съёмок.

### Характеристики
- Диапазон выдержек ламельного затвора с вертикальным движением металлических шторок — от 1/8000 до 30 секунд. Синхронизация электронных фотовспышек на выдержках не короче 1/250 секунды. Длительность выдержек стабилизирована задающим генератором на ниобате лития[3];
- Жёстковстроенный пентапризменный видоискатель, отображающий 92 % площади будущего кадра со сменным фокусировочным экраном и вынесенным на 19 мм выходным зрачком окуляра (англ. High Eyepoint). Встроенная окулярная шторка;
- Режимы измерения экспозиции: 8-зонный матричный, центровзвешенный и точечный;
- Режимы автоматического управления экспозицией: приоритет выдержки, приоритет диафрагмы и программный автомат, дополненный семью сюжетными режимами. Экспокоррекция +/- 5 ступеней. В режиме «М» возможно полуавтоматическое управление экспозицией с контролем её отклонения по шкале в поле зрения видоискателя;
- Автоматическая установка светочувствительности плёнки по DX-коду в диапазоне от 25 до 5000 ISO, а также возможность ручного ввода в диапазоне от 6 до 6400 ISO;
- Фазовый автофокус по одной крестообразной точке фокусировки в центре кадра[6]. Покадровый и следящий автофокус с предсказанием положения движущихся объектов;
- Электронный автоспуск с задержкой от 2 до 30 секунд и репетир диафрагмы;
- Задняя крышка съёмной конструкции может заменяться управляющей MF-26, с функциями впечатывания даты, мультиэкспозиции и съёмки по таймеру;
- Полуавтоматическая зарядка плёнки и автоматическая обратная перемотка по её окончании;

## Совместимость объективов
На фотоаппарат можно устанавливать любые объективы с байонетом Nikon F, соответствующие спецификациям AI и AI-S. Это касается оптики с таким же байонетом сторонних производителей, в том числе киевского завода «Арсенал». Более ранняя оптика (non-AI) без переделки непригодна, поскольку может повредить механизм передачи значения диафрагмы в экспонометр. То же относится к сверхширокоугольным объективам раннего выпуска, поскольку предварительным подъёмом зеркала фотоаппарат не оснащён. В отличие от F801 модели F90 и F90X поддерживают автофокус с объективами более поздних серий AF-S и AF-I со встроенными фокусировочными двигателями, но стабилизаторы изображения при этом не работают. С объективами без автофокуса (кроме серии AI-P) матричный режим измерения экспозиции неработоспособен, поскольку нуждается в электронной передаче данных объектива, в отличие от более ранних Nikon FA и F4. Режимы программного автомата экспозиции и приоритета выдержки с такими объективами также неработоспособны. Кроме того, Nikon F90x является одним из четырех фотоаппаратов, с которыми не работает так называемый «одуванчик Лушникова», что не позволяет использовать фактически превращенные с его помощью в AI-P-объективы на данном фотоаппарате. При этом доступна фокусировка по стрелкам в видоискателе, работающим от системы автофокуса. Современные объективы серии «G» поддерживают только режимы программного автомата и приоритета выдержки, в остальных съёмка возможна с минимальным относительным отверстием. Использование объективов серии DX не рекомендуется, поскольку углы кадра могут быть виньетированы.

## Цифровые гибриды

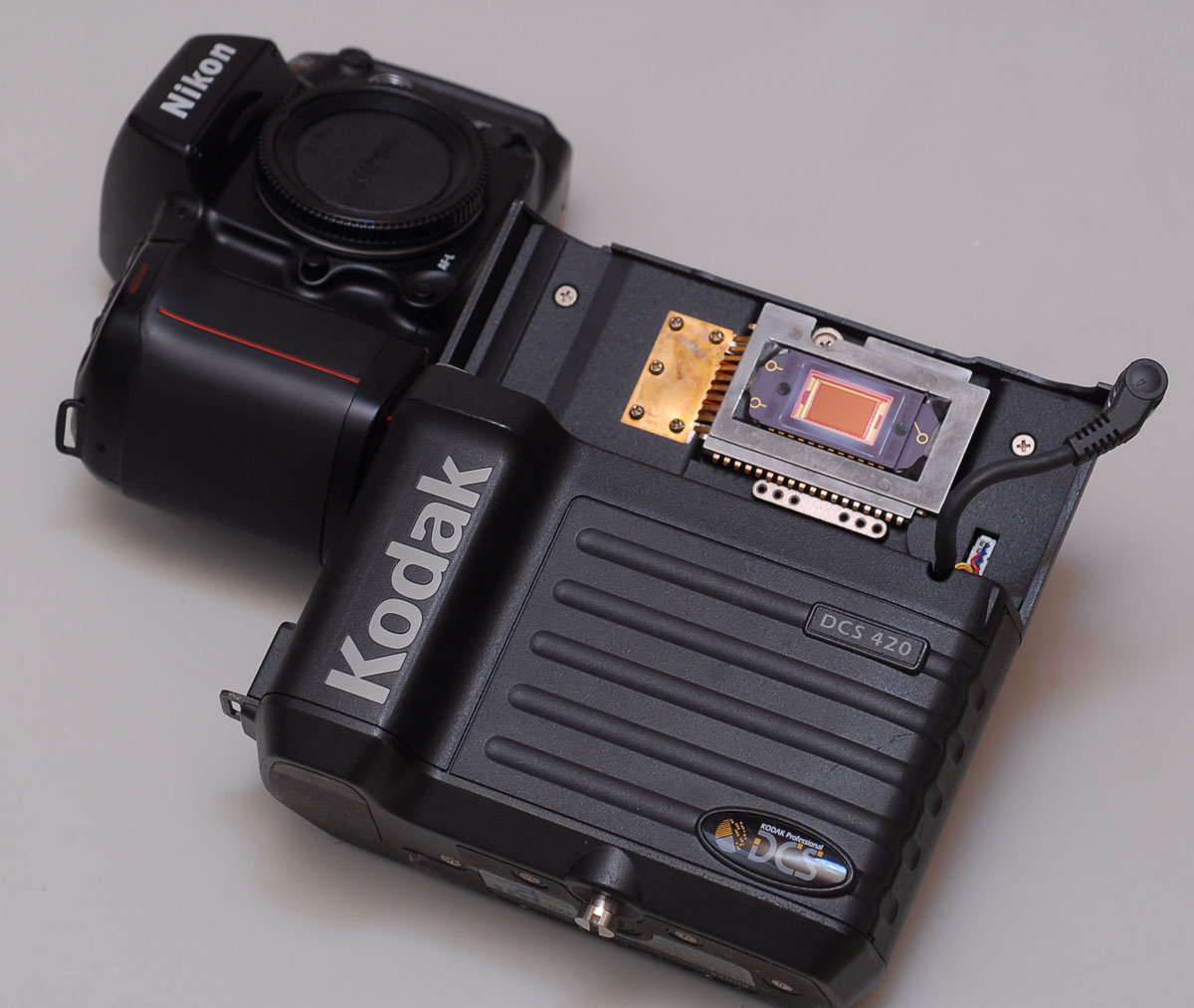
Цифровой гибрид Kodak DCS 420 в разобранном виде. Слева фотоаппарат Nikon F90

В результате сотрудничества компаний Nikon и Kodak в августе 1994 года была создана гибридная цифровая камера Kodak DCS 410 на основе фотоаппарата Nikon F90, съёмная задняя крышка которого заменялась цифровой приставкой с ПЗС-матрицей разрешением 1,5 мегапикселя. Таким же устройством обладали следующие модели Kodak DCS 420 и Kodak NC2000, увидевшие свет через несколько месяцев. Все эти камеры пришли на смену Kodak DCS 200 выпуска 1992 года на основе корпуса Nikon F801. Последующие модели Kodak DCS 460 и Kodak NC2000e в качестве фотоаппарата использовали F90X, так же заменивший F90 в модели DCS 420. Новые гибриды впервые получили возможность записи звуковых комментариев к снимкам.
Самая скоростная (2,8 кадров в секунду) модель NC2000 с разрешением менее 1,3 мегапикселя разработана специально для фотослужбы информационного агентства «Ассошиэйтед Пресс» и стоила 17 500 долларов. В 1996 году приставка с увеличенным до 16 мегабайт буфером обмена получила название NC2000e и продавалась всем заинтересованным новостным фотослужбам по цене 14 750 долларов. Всего выпущено 550 экземпляров разных модификаций NC2000, среди которых были также чёрно-белые и инфракрасные.
Во всех гибридах использовались фотоаппараты без задней крышки, отличавшиеся от стандартных только фокусировочным экраном с разметкой границ матрицы, площадь которой была меньше, чем у малоформатного кадра. Например, размер матрицы модели DCS 420 составил 13,8×9,2 мм. В результате угол поля зрения объективов Nikkor уменьшался пропорционально кроп-фактору, который составлял 2,6 в моделях DCS 410 и 420; 1,5 в обеих версиях NC2000 и 1,3 в модели DCS 460, обладавшей наиболее высоким разрешением в 6 мегапикселей. Кроме того, светочувствительность не могла быть задана из камеры, а мультиэкспозиция не поддерживалась.
Кроме ПЗС-матрицы цифровой блок содержал встроенный никель-металлгидридный аккумулятор и жидкокристаллический дисплей, отображающий статус записи и состояние батареи. Контроль снятого изображения непосредственно на фотоаппарате был невозможен, для этого файлы из модуля памяти PCMCIA передавались на внешний компьютер по интерфейсу SCSI.
Часть камер выпускалась в чёрно-белом и инфракрасном исполнениях, светочувствительность которых была вдвое выше обычной цветной версии.
Несколько экземпляров модели Kodak DCS 460c модифицированы в соответствии с требованиями НАСА для использования на Международной космической станции, куда попадали дважды в 2000 и 2001 годах.

## Интересные факты

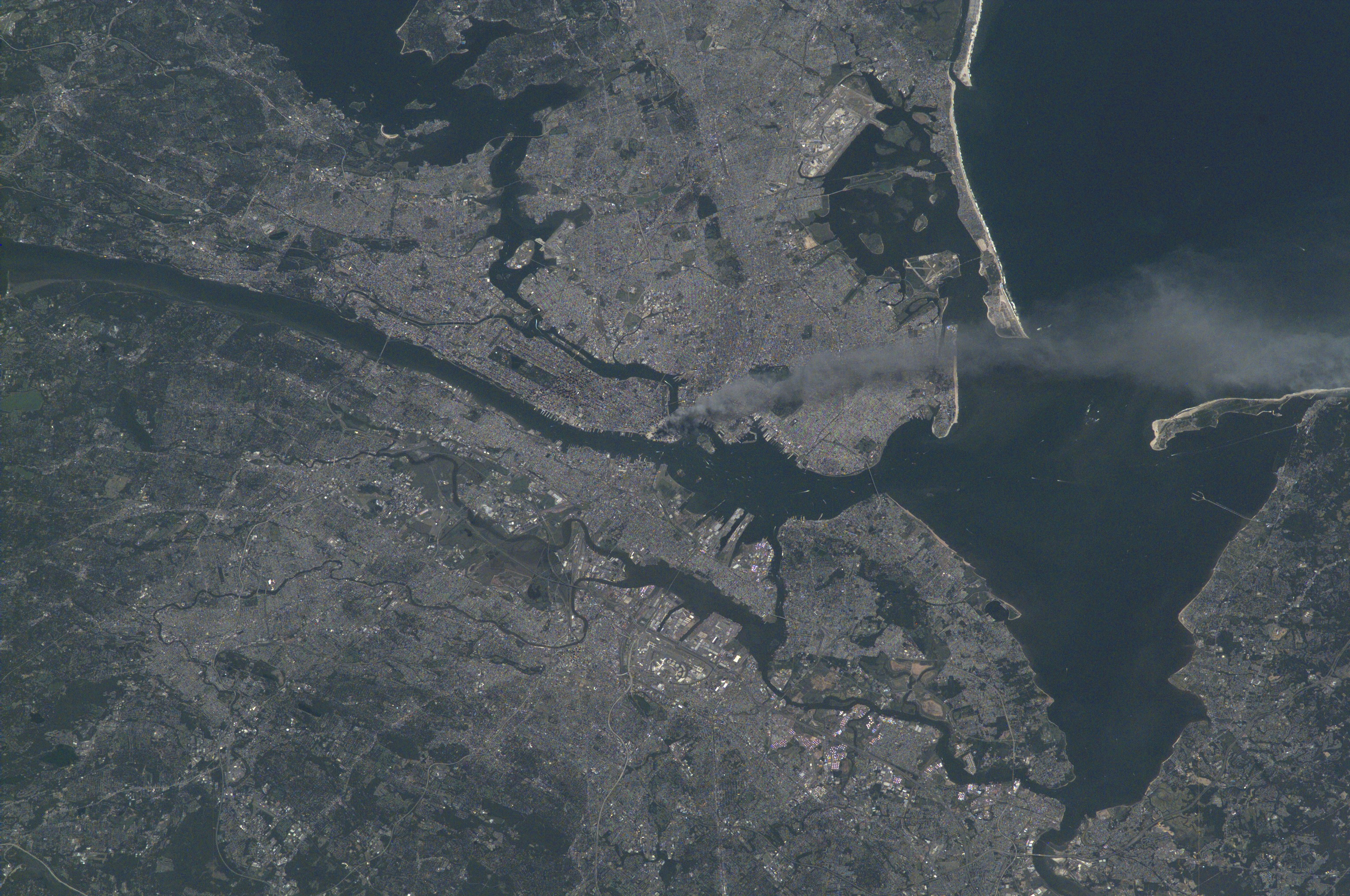
Один из снимков Нью-Йорка, сделанных с МКС 11 сентября 2001 года.

Фотоаппарат Kodak DCS 460c на шасси Nikon F90X позволил оперативно передать на Землю из космоса фотографии Нью-Йорка, снятые американским астронавтом Фрэнком Калбертсоном (англ. Frank L. Culbertson, Jr.) после террористических атак 11 сентября. До появления цифровых камер подобное было невозможно, поскольку проявка отснятых фотоплёнок производилась только после возвращения экспедиций.